# Мулова змія
Мулова змія (Farancia) — рід неотруйних змій родини Вужеві. Має 2 види. Інша назва «райдужна змія».

## Опис
Загальна довжина представників цього роду коливається від 75 см до 2 м. Голова невелика, стиснута з боків. Тулуб дуже стрункий, тонкий. Забарвлення спини темно-коричневе або чорне. Черево червоно-помаранчеве. Від черева можуть тягнутись червоні поперечні лінії або присутні поздовжні помаранчеві лінії.

## Спосіб життя
Полюбляють різні водойми. Активні вночі. Харчуються земноводними, рибою, хробаками.
Це яйцекладні змії. Самиці відкладають до 100 яєць, іноді більше.

## Розповсюдження
Це ендеміки Сполучених штатів Америки.

## Види
- Farancia abacura
- Farancia erytrogramma